# Карл Шукер
Др. Карл П. Н. Шукер (енгл. Karl P. N. Shuker) је британски зоолог. Ради пуно радно време као фриленсер и консултант и специјалиста за криптологију, по којој је међународно познат. Веома често путује светом, и с времена на време се појављује као гост у радијским и телевизијским емисијама.

## Каријера
Дипломирао је зоологију на Универзитету у Лидсу и компаративну физиологију на Универзитету у Бирмингему. Члан је многих удружења научника и аутора. Шукер је аутор многих чланака и тринаест књига. Током писања и истрживања, Шукер је био први криптозоолог, који је привукао пажњу шире јавности као приличан познавалац криптиди који су широј публици били мање познати. Поред објављиваних публикација, познат је и као зоолог консултант при Гинисовој књизи рекорда.

## Занимљивости
- Једна врста Лорицифера, Pliciloricus shukeri, је добила име у част овом криптозоологу.[2]
- 2001. године Карл Шукер је освојио £250,000 на британском квизу "Ко жели бити милионер?"[3]

Мајкл Њутн за њега каже: „Шукер је данас међународно познат као аутор и истраживач свих аспекта животињског света и необјашњивих феномена, очигледан је наследник самог Хувелманса".

## Књиге
| назив књиге:                                                                    | објављена: | ISBN                 |
| ------------------------------------------------------------------------------- | ---------- | -------------------- |
| Mystery Cats of the World                                                       | 1989.      | . 978-0-7090-3706-4. |
| Extraordinary Animals Worldwide                                                 | 1993.      | . 978-0-7090-4421-5. |
| The Lost Ark: New and Rediscovered Animals of the 20th Century                  | 1995.      | . 978-0-00-219943-8. |
| Dragons - A Natural History                                                     | 1995.      | . 978-0-684-81443-8. |
| In Search of Prehistoric Survivors                                              | 1995.      | . 978-0-7137-2469-1. |
| The Unexplained                                                                 | 1996.      | . 978-1-85868-186-3. |
| From Flying Toads To Snakes With Wings                                          | 1997.      | . 978-1-56718-673-4. |
| Mysteries of Planet Earth                                                       | 1999.      | . 978-1-85868-679-0. |
| The Hidden Powers of Animals                                                    | 2001.      | . 978-0-7621-0328-7. |
| The New Zoo: New and Rediscovered Animals of the Twentieth Century              | 2002.      | . 978-1-84232-561-2. |
| The Beasts That Hide From Man                                                   | 2003.      | . 978-1-931044-64-6. |
| Extraordinary Animals Revisited                                                 | 2007.      | . 978-1-905723-17-1. |
| Dr Shuker's Casebook                                                            | 2008.      | . 978-1-905723-33-1. |
| Dinosaurs and Other Prehistoric Animals on Stamps: A Worldwide Catalogue        | 2008.      | . 978-1-905723-34-8. |
| Star Steeds and Other Dreams: The Collected Poems                               | 2009.      | . 978-1-905723-40-9. |
| Karl Shuker's Alien Zoo: From the Pages of Fortean Times                        | 2010.      | . 978-1-905723-62-1. |
| The Encyclopaedia of New and Rediscovered Animals                               | 2012.      | . 978-1-61646-108-9. |
| Cats of Magic, Mythology, and Mystery                                           | 2012.      | . 978-1-909488-03-8. |
| Mirabilis: A Carnival of Cryptozoology and Unnatural History                    | 2013.      | . 978-1-938398-05-6. |
| Dragons in Zoology, Cryptozoology, and Culture                                  | 2013.      | . 978-1-61646-215-4. |
| The Menagerie of Marvels: A Third Compendium of Extraordinary Animals           | 2014.      | . 978-1-909488-20-5. |
| A Manifestation of Monsters: Examining the (Un)Usual Suspects                   | 2015.      | . 978-1-938398-52-0. |
| More Star Steeds and Other Dreams - The Collected Poems - 2015 Expanded Edition | 2015.      | . 978-1-909488-38-0. |

## Доприноси у књигама
- Man and Beast (1993)
- Secrets of the Natural World (1993)
- Almanac of the Uncanny (1995)
- The Guinness Book of Records/Guinness World Records (1997 -), Гинисова књига рекорда
- Mysteries of the Deep (1998)
- Guinness Amazing Future (1999)
- The Earth (2000)
- Monsters (2001)
- Chambers Dictionary of the Unexplained (2007)